# Atomic Rooster
Atomic Rooster fue una banda británica de hard rock, blues rock y rock progresivo, fundada en 1969.
Típico power trio de su época, la banda fue creada por el teclista y principal compositor Vincent Crane (fallecido en 1989), ex componente de The Crazy World of Arthur Brown, el cantante y bajista Nick Graham y el baterista Carl Palmer, quien había conocido a Crane tras participar en una gira americana con los Crazy World.
No obstante, tras grabar el primer álbum, Palmer abandonaría el grupo, pasando a formar parte del supertrio Emerson, Lake & Palmer, siendo reemplazado por Rick Parnell.
Durante el transcurso de su carrera, Atomic Rooster editó 7 álbumes de larga duración, aunque la época dorada del grupo tuvo lugar a principios de los años 70: sus últimos y ya tardíos trabajos Atomic Rooster (1980), o Headline News (1983) pasaron desapercibidos.

## Historia

### (1969–1975)
En el verano de 1969, The Crazy World de Arthur Brown tuvo que dejar de hacer giras en medio de su segunda gira en Estados Unidos debido a la enfermedad mental del tecladista Vincent Crane. Cuando se recuperó, él y el baterista Carl Palmer dieron el paso de dejar a Arthur Brown y regresar a Inglaterra, siendo la fecha de regreso el viernes 13 de junio de 1969, que fue el año del gallo en el calendario chino, y organizó una reunión con Brian Jones Para discutir una colaboración. Después de la muerte de Jones, adoptaron el nombre Atomic Rooster (con influencia de la banda Rhinoceros), y pronto reclutaron a Nick Graham en bajo y voz. Ellos siguieron con lo que había sido The Crazy World de Arthur Brown arreglo de voces, órgano, bajo y batería.
Pronto llevaron a cabo las fechas vivas alrededor de Londres; En su primer concierto en el London Lyceum el viernes 29 de agosto de 1969, el acto de apertura fue Deep Purple. Ellos finalmente llegaron a un acuerdo con B & C Records y comenzaron a grabar su álbum de debut en diciembre de 1969. Su primer LP, Atomic Roooster, fue lanzado en febrero de 1970, junto con un sencillo, "Friday the 13th". En marzo, Crane pensó que era mejor que agregaran a un guitarrista, y reclutó a John Du Cann de la banda de rock progresivo ácido Andrómeda. Sin embargo, al igual que Du Cann se unió, el bajista-vocalista Graham se fue. Du Cann (que tocaba la guitarra y cantaba para Andrómeda) se hizo cargo de las funciones vocales, mientras que Crane sobregrabó las líneas de bajo en su órgano Hammond con una combinación de la mano izquierda y los pedales. Atomic Rooster volvió a actuar hasta finales de junio de 1970, cuando Carl Palmer anunció su salida para unirse a Emerson, Lake & Palmer. Ric Parnell llenó el lugar del tambor hasta agosto, cuando el joven Paul Hammond fue reclutado de la granja a la mancha del tambor. A continuación, grabó su segundo álbum, Death Walks Behind You, lanzado en septiembre de 1970. Originalmente no tuvo éxito comercial, como con el primer álbum, pero en febrero de 1971, el sencillo "Tomorrow Night" alcanzó el número 11 en el Reino Unido Singles Chart , Con el álbum que alcanza el n.º 12 en la carta de los álbumes BRITÁNICOS. [5] Atomic Rooster hizo una aparición en el Top of the Pops, y viajó para apoyar el álbum.
En junio de 1971, justo antes de que comenzaran a configurar nuevamente su formación, el sencillo "Devil's Answer" alcanzó el número 4 en el Reino Unido. [5] Atomic Rooster vio una popularidad considerable, [la aclaración necesaria] y comenzaron a grabar En Hearing of Atomic Rooster (Reino Unido n.º 18). [5] Crane sintió que la banda necesitaba un cantante que pudiera "proyectar" a una audiencia, y pidió al vocalista de Leaf Hound, Pete French, que hiciera una audición para la banda. Poco después de que Francés entrara en el estudio, Crane rápidamente saqueó a Du Cann, y Paul Hammond lo siguió para formar Bullet, más tarde renombrada Hard Stuff. Francés grabó todas las voces en el álbum (excepto para "Black Snake", cantado por Crane), y el álbum fue lanzado en agosto de 1971.
La alineación de Atomic Rooster con Pete French en la voz, Steve Bolton en la guitarra, Ric Parnell en la batería, y Crane en los teclados de gira Italia, luego a través de América y Canadá. Esta alineación terminó su gira internacional para aparecer en un concierto beneficioso en septiembre de 1971 en el campo de cricket Oval, apareciendo frente a unas 65.000 personas, apoyando a The Faces y The Who. Después de este concierto, francés se trasladó a firmar con los registros de Atlantic y se unió a la banda de rock estadounidense Cactus. En febrero de 1972, Crane reclutó al vocalista Chris Farlowe, en ese momento con el Colosseum, para tomar el lugar del francés. Salieron en gira y grabaron su primer álbum juntos en la primavera de 1972. Lanzaron el álbum Made in England junto con el sencillo "Stand by Me", de Dawn Records. Estaban más en el alma en este punto, y el rock progresivo y pesado inclinaciones de los otros lanzamientos habían retrocedido. El sencillo no marcó y el álbum apenas capturó la atención, pero la gira continuó.
El guitarrista Steve Bolton salió a finales de 1972, y fue reemplazado por John Goodsall, apareciendo bajo el nombre de Johnny Mandala. Ellos lanzaron el álbum Nice 'n' Greasy en 1973, junto con el sencillo "Save Me", una reelaboración de "Friday the 13th". Esta vez, estaba en un estilo funk completo. Después de casi dos años sin ningún golpe, Dawn Records dejó caer al grupo y Atomic Rooster comenzó a dividirse. Después de una gira, Farlowe, Mandala y Parnell se fueron. El sencillo "Tell Your Story, Sing Your Song" fue lanzado en marzo de 1974 como "Vincent Crane's Atomic Rooster" en Decca. Todos los conciertos posteriores fueron jugados por Crane junto con miembros de la banda de blues Sam Apple Pie. Un concierto final fue jugado en febrero de 1975, un concierto beneficioso para la RSPCA. Después, Crane disolvió a Atomic Rooster.

### (1975–1979)
Vincent Crane reunió la música para una serie de obras de teatro y musicales en Inglaterra entre 1976 y 1977, incluyendo dos de las transmisiones de radio de Peter Green. En 1978, Crane se asoció con Arthur Brown una vez más, y en 1979 lanzaron el álbum más rápido que la velocidad de la luz. Crane y Brown también interpretarían una versión de "Green Door", vestida con sombrero de copa y colas.
John Du Cann dejó caer el "Du" de su nombre cuando él, Paul Hammond y John Gustafson lanzaron dos álbumes como Hard Stuff entre 1972 y 1973. Hard Stuff terminó cuando Hammond sufrió lesiones en un accidente automovilístico. Posteriormente, Cann llenó el lugar de la guitarra en Thin Lizzy para una gira por Alemania en 1974, antes de salir de la carretera para escribir música para anuncios y jingles en Inglaterra. En 1977, grabó un álbum en solitario (The World's Not Big Enough) con miembros de Status Quo y Gillan, antes de enterarse de que su compañía discográfica no lo iba a lanzar. En 1979, tuvo un éxito menor con su interpretación de "Do not Be a Dummy", usado en un anuncio de Lee Cooper Jeans. También en 1977 Paul Hammond tocó la batería con T.H.E., una pieza de tres con Pete Newnham (Cockney Rebel / Window) en la guitarra y la voz, y Mike Marchant (Third Ear Band) en el bajo y la voz. Un solo llamado "Rudi" fue lanzado ese año en B & C Records bajo el nombre de Pete Newnham, que se ha convertido en un artículo de coleccionista. Esa canción y dos temas inéditos, "Johnny the Snark" y "Play with Fire" ahora aparecen en Bored Teenagers n.º 5 de Detour Records.

### (1980–1983)
Durante 1980, Crane contactó a Cann y después de alguna discusión, consiguió una reforma Atomic Rooster en curso, con Cann volviendo a su apellido completo de nuevo, según la encarnación anterior de la banda. El álbum de 1980, Atomic Rooster, fue seguido por una gira, pero en octubre, Heyman se fue y Paul Hammond volvió a estar en el álbum. El tambor de la sede después de Ginger Baker se llenó durante dos semanas. Ellos continuaron de gira y lanzó dos singles en 1981 y 1982. Sin embargo, antes de su actuación en el Festival de Reading, Du Cann se ausentó sin permiso oficial, como lo demuestra una serie de telegramas a Cann de Vincent Crane, que fue subastado en eBay en enero de 2012, después de haber sido comprado de la herencia de John.Al parecer, la banda (es decir, Crane y Hammond) utilizó Mick Hawksworth (ex-Andrómeda) como un stand-in. En el bajo bajo la insistencia de Polydor Records, para quien soltarían dos singles más, "Play It Again" y "End of the Day", que vio algo de atención en las listas de heavy metal, pero hizo poco en otros lugares, y Polydor en breve Después cayó Banda electrónica.
Con Du Cann desaparecido, Crane estableció una nueva forma de Atomic Rooster. Paul Hammond se quedó y tocó la batería para el siguiente álbum Headline News (1983), grabado a finales de 1982. Varios guitarristas tocaron en el álbum, incluyendo David Gilmour de Pink Floyd, Bernie Torme de Gillan y John Mizarolli. Crane agregó vocals al álbum junto con su esposa en vocals de soporte. Una gira por Alemania e Italia incluía a Bernie Torme en la guitarra. Mizarolli tocó la guitarra para varias fechas de U.K. Headline News fue lanzado en junio de 1983, y presentó un sonido completamente diferente de todo lo que habían hecho, incluyendo la electrónica y sintetizadores. El álbum fue completamente escrito por Vincent Crane, llevando a algunos a percibirlo como un álbum en solitario de Crane.
Crane disolvió a Atomic Rooster una vez más a finales de 1983. En 1984, pasó al proyecto Katmandú con Peter Green, Ray Dorset y Jeff Whittaker, y grabaron el álbum A Case for the Blues. En 1985, Crane se unió a Dexy's Midnight Runners, tocando el piano para su álbum Do not Stand Me Down y dos singles, convirtiéndose en el tema de la serie de televisión Brush Strokes.
Los Midnight Runners de Dexy se disolvieron en 1987 y Crane intentó reformar Atomic Rooster con Du Cann una vez más. Una gira alemana fue planeada para 1989. Sin embargo, la enfermedad mental de Crane intervino, y él murió cuando overdose de analgésicos el 14 de febrero de 1989. Paul Hammond murió en 1992. Todos los miembros de la banda que grabó Death Walks Behind You (1970) murió. Du Cann (21 de septiembre de 2011) firmó un acuerdo con Angel Air Records y supervisó el lanzamiento y relanzamiento de gran parte de su material y de Atomic Rooster, incluyendo grabaciones en vivo, compilaciones, recopilaciones de material inédito y reediciones de álbumes con material adicional.

### 2016: Nuevo Line-Up
En 2016 una nueva formación de Atomic Rooster jugó junto con el permiso de la viuda de Crane. El primer concierto fue un calentamiento discreto en Clitheroe, Lancashire el 14 de julio de 2016. Se prevén más conciertos en el 100 Club de Londres y en el Cambridge Rock Festival, ambos en agosto de 2016. [8] La formación incluye a Pete French y Steve Bolton, además del teclista Christian Madden, el bajista Shug Millidge y el baterista Bo Walsh.

## Miembros

### Miembros actuales
- Peter French – voz (1971, 2016-presente)
- Steve Bolton – guitarra (1971-'72, 2016-presente)
- Shug Millidge – bajo (2016-presente)
- Bo Walsh – batería (2016-presente)
- Adrian Gautey – teclados (2017-presente)

### Exmiembros
- Carl Palmer – batería (1969-'70)
- Nick Graham – voz, bajo y flauta (1969-'70)
- Chris Farlowe – voz (1972-'74)
- John Goodsall – guitarra (1972-'74)
- Ric Parnell – batería (1970, 1971-'74)
- Sam Sampson – voz (1974-'75)
- Andy Johnson – guitarra (1974-'75)
- Denny Barnes – guitarra (1974-'75)
- Bob Rennie – bajo (1974-'75)
- Lee Baxter Hayes – batería (1974-'75)
- Preston Heyman – batería (1980)
- Ginger Baker – batería (1980)
- Mick Hawksworth – bajo (1982)
- John Du Cann – guitarra, voz, bajo (1970-'71, 1980-'82)
- Bernie Tormé – guitarra (1983)
- John Mizarolli – guitarra (1983)
- John McCoy – bajo (1982-'83)
- Paul Hammond – batería (1970-'71, 1980-'83)
- Vincent Crane – teclados (1969-'75, 1980-'83)
- Christian Madden – teclados (2016-'17)

## Discografía

### Álbumes de estudio
- Atomic Roooster (1970)
- Death Walks Behind You (1970)
- In Hearing Of Atomic Rooster (1971)
- Made In England (1972)
- Nice 'n' Greasy (1973)
- Atomic Rooster (1980)
- Headline News (1983)

### Álbumes en vivo
- BBC Radio 1 Live in Concert 1972 (1993)
- Devil's Answer 1970-81 (1998, sesiones en BBC Radio)
- Live and Raw 70/71 (2000)
- Live in Germany 1983 (2000)
- Live at the Marquee 1980 (2002)

### Álbumes compilación
- Assortment (1973)
- Home to Roost (1977)
- The Devil Hits Back (1989)
- Spave Cowboy (1991)
- The Best of Atomic Rooster Volumes 1 & 2 (1992)
- In Satan's Name: The Definitive Collection (1997)
- The First 10 Explosive Years (1999)
- Rarities (2000)
- The First 10 Explosive Years Volume 2 (2001)
- Heavy Soul (2001)
- Homework (2008)
- Close Your Eyes: A Collection 1965-1986 (2008; released under the name Vincent Crane)
- Anthology 1969-81 (2009)